# قصر هلال

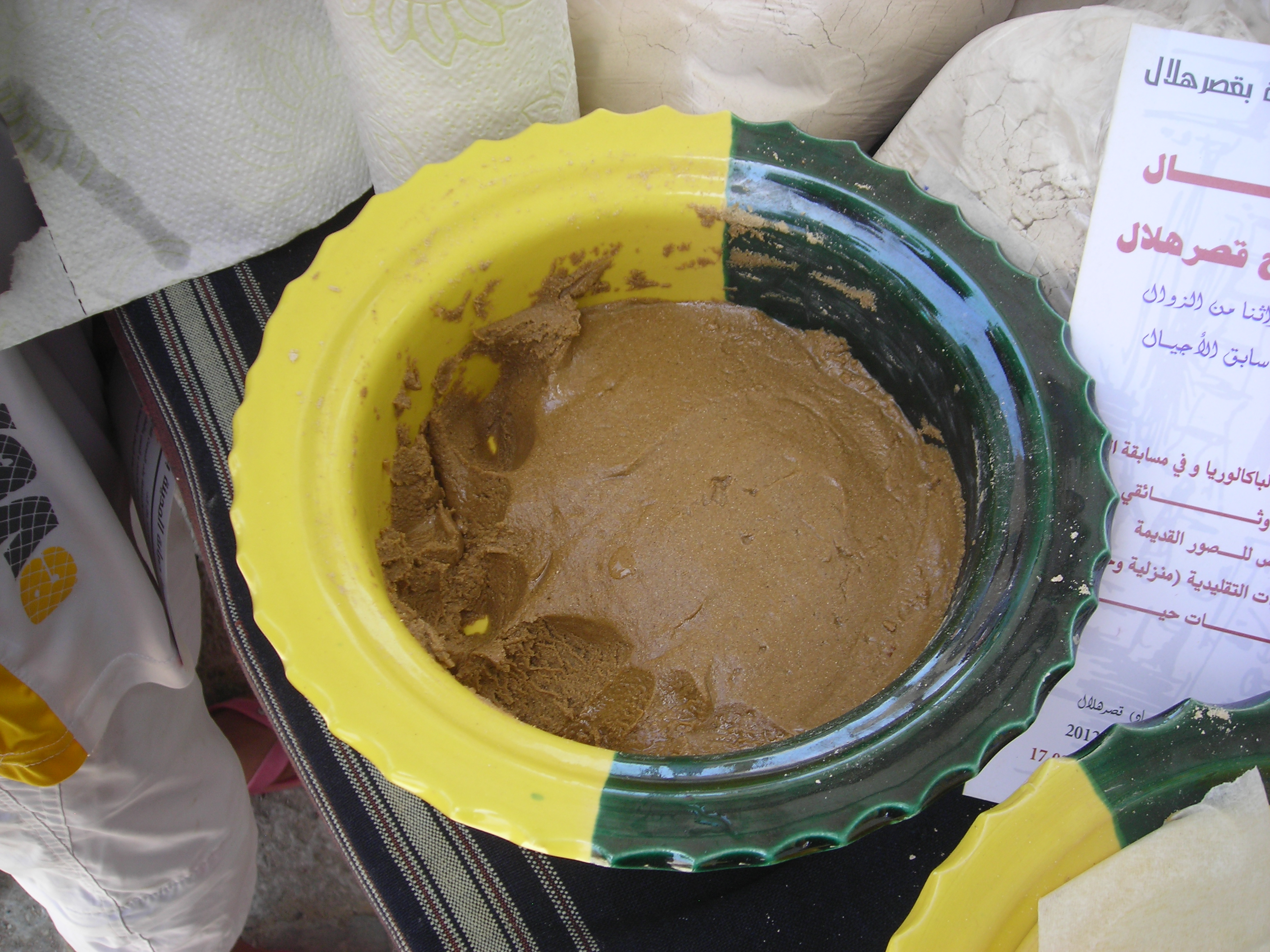
بسيسة

قصر هلال : هي مدينة تونسية تقع في منطقة الساحل. تنتمي إداريا إلى ولاية المنستير وفيها يقع مقر معتمدية قصر هلال. تبعد المدينة 17 كيلومتر جنوبا عن المنستير ويقطنها 49376 ساكن ، وهي تعتبر أحد أهم الأقطاب الصناعية في البلاد التونسية خاصة في صناعات النسيج (155 مؤسسة) تشغل ما يزيد على 4700 عامل.

## التسمية والتأسيس
لا يعرف تحديدا أصل التسمية أو أسبابها ولكن ماهي إلا ترجيحات من بعض أهل التاريخ واللغة أو من خلال الذاكرة الشعبية الشفوية. فمثلا يذكر الدكتور في التاريخ محمد حسين فنطر وهو أصيل قصر هلال أن تسمية قصر هلال هو نسبة إلى عشيرة من بني هلال استقرت في المنطقة وبنت مسجدا ودورا صغيرة حوله فسميت بقصر هلال. ويعتمد في نظريته هذه على أسماء بعض المناطق في المدينة أو حولها وأسماء بعض العائلات ذات المدلول العربي له علاقة بقبائل بني هلال الزاحفة على تونس في عهد المعز بن باديس الصنهاجي.
أما الدكتور أحمد بكير محمود فيوعز تسمية قصر هلال إلى شريف هلالي هرب من الاضطهاد العباسي قادما من المشرق واستقر في المنطقة وابتنى النواة الأولى من المدينة. لكن ليس له من مصدر مكتوب سوى الذاكرة الشعبية الشفوية.
أما الأستاذ الباحث في شأن قصر هلال محمد الحبيب براهم فهو يوعز التسمية إلى اسم فرد واحد اسمه هلال جاء بعائلته واستقر بالمكان. واستند في ذلك على أنه لا يمكن بأي وجه من الوجوه تسمية المكان المقصور على عشيرة كاملة من بني هلال وأن يطلق عليها اسم فرد مات من زمن طويل جدا حتى ولو كان يمثل شيئا هاما في فكر القبيلة كأن يكون جدها مثلا. وإن صح هذا فيجب أن تسمى المدينة بقصر الهلالية أو الهلاليين. كما ينفي نظرية أحمد بكير محمود حول أن يكون اسمها مشتق من مؤسسها الشريف الهلالي وربما ذهب بكير محمود في إيحائه بهذا الشرف إلى أن الجد المؤسس هو من هلال الحسيني من جهة علي الرضى وكون أن بعض العادات الهلالية في المدينة يمكن ربطها بالثقافة الشيعية. ولكن مهما كان الأمر فهذه النظرية ضعيفة لأن المدينة في هذه الحالة سيطلق عليها اسم قصر الهلالي أو قصر سيدي الهلالي أو قصر سيدي هلال.
و في كل ما سبق فإن نظرية أن قصر هلال أخذت اسمها من اسم شخص واحد وهو الجد المؤسس تبقى الأكثر تناسقا ومنطقية وتتوافق مع كل معطيات المؤرخين الثلاث. فأهل المدينة لهم جد معروف مدفون في المنستير اسمه سيدي هلال. أما عن أصله فلا شك أنه عربي أو من البربر المستعربين خاصة إذا عرفنا أن مقدمه ليس ببعيد عن موقع مدينته الجديدة وهو مدينة المهدية.
وقد عرفت عادة دفن الموتى الوجهاء في المنستير على أهل المهدية منذ أيام تأسيسها الأولى. وهنا فقط يمكننا تفسير أسباب انتقال بعض العادات الشيعية إلى أهل قصر هلال خاصة وأن مؤسسها قادم من المهدية عاصمة الفاطميين في أفريقيا. أما عن فترة قدوم هذا الجد المؤسس فهو أيضا متوافق مع أسباب الخروج من المهدية فجل الاختبارات التي قامو بها لتحديد عمر الحي الأول القديم في المدينة أعطت عمرا حدد بـ1000 عام. وهو التاريخ الذي يتوافق مع إخلاء المهدية بسبب هجوم الجنويين عليها ثم ردت بدفع غرامة من أميرها أبو الطاهر يحيى بن تميم الصنهاجي الذي حكمها ثانية في ما بين 1108م و 1115م. وكل تلك الأحداث دفعت هذا الأخير إلى إعادة الخطبة باسم الفاطميين إرضاء لبقاياهم من الرعية في المهدية وأمر بتعزيز أسطوله البحري وبنشر أرباض صغيرة في كامل جزء الساحل المزاقي الباقي تحت سلطته وذلك لتعزيز الدفاعات ضد الغزاة القادمين من البحر وبالأساس المسيحيين بحيث عمر كل شبر من هذا الساحل بقصور صغيرة كي لا يحصل ما حصل في حربه مع الجنويين الذين استغلوا فجوة الجزيرة برأس الديماس لإنزال إسطولهم. وكذلك فإن إمارته هذه يتهددها عدو آخر منتشر في وسط إفريقيا وجنوبها وهم قبائل بني هلال وسليم فقد عمد إلى توطيد دفاعات القرى الموجودة وعلى بناء أخرى لتحقيق حزام من القرى الدفاعية عن جهة الداخل من إفريقيا. وسميت تلك القرى مسبوقة بقصر دلالة على دورها العسكري. وتبرز هذه التسمية واضحة في كتاب الشريف الإدريسي في كتابه نزهة المشتاق في اختراق الآفاق وقد سمى كل قرى الساحل التونسي مسبوقة بكلمة قصر باستثناء المدن الرئيسية كسوسة والمهدية فحتى المنستير سماها قصورا. والإدريسي هذا هو أنيس روجار ملك النورمان وصاحب صقلية وهما معاصرين لتلك الفترة من التاريخ. بل أن روجار هذا هو من قام باحتلال المهدية والقضاء نهائيا على حكامها الصنهاجيين. من هذا كله نفهم أن سيدي هلال الذي يرقد بالمنستير وله مكانته في ذاكرة أهل المدينة وله من الشرف والمكانة وذي الميولات الشيعية ألا هو نفسه الذي خرج من المهدية بأمر أميرها ليؤسس ربضا صغيرا سمي قصرا وأضيف إلى اسمه فكان قصر هلال كما هو حال قرى الساحل في تلك الفترة فكانو يقولون قصر طبلبة وقصر شقانص وقصر لمطة وقصر زياد وهلم جرا ولم يسلم أي تجمع سكني من أن يطلق عليه قصر في تلك الفترة حتى وإن كان موجود من قبل بكثير، إلا المهدية وسوسة وصفاقس فقط كانت تسمى مدينة. أما تاريخ بناء الحي الأول المسمى بحومة القصر فهو ما بين 1108م و 1115م وهو متكون من بعض الدور وجامع صغير يحاذيه من جهته الغربية الجنوبية مدرج مرتفع مبني بالحجارة (المدرج لم يعد موجودا وفي مكانه بيت صغير الآن من المفترض أنه يستعمل لإشعال نار للاستدلال ومراقبة جهة العربان الناهبين ولاقامة الآذان) ورحبة صغيرة من الجهة الغربية للمسجد لربط الدواب كل ذلك محوط عليه بجدران البيوت ينفذ من جهتين واحدة شرقية تفتح على بئر وحقول وساحة للأعمال الفلاحية وجهة جنوبية في اتجاه المهدية وتصلح للخروج في صورة هجوم عربان بني هلال.
لقصر هلال أيضا أسماء أخرى أطلقت عليها في فترة الحماية الفرنسية وذكرتها التقارير الرسمية والصحفية فتارة يطلق عليها اسم ليون الصغيرة (petite Lyon) تشبيها لها مليار الفرنسية المعروفة بصناعة النسيج. وتارة تذكرها تلك التقارير بمدينة الخبابل والخيوط وهذا أيضا إيحاء إلى أن النشاط الاقتصادي الأساسي في المدينة هو الحياكة ولكنه مصحوب بحياكة التمردات ومؤامرات وأحداث الشغب والخبابل ضد المستعمر، وإذ أن كل عمل معاد لفرنسا لا بد له من خيوط تدل على فاعليه، سمى الفرنسيون قصر هلال بمدينة الخبابل والخيوط.

## التاريخ الحديث
برزت الأهمية التاريخية لمدينة قصر هلال في أحداث ثورة 1864 إذ تحملت هذه المدينة الجزء الأهم من الضريبة التأديبية باسم الفساد الموضفة على الساحل. حيث سلط قائد محلة الباي أحمد زروق خطايا مجحفة عجز أهل القرية والقرى المجاورة عن تأديتها. وتحمل أحد شيوخ قصر هلال تأديتها نيابة عن الفقراء في الجزء الساحلي الممتد من بومرداس إلى داموس في خط عبر المكنين وقصر هلال. وأجبر هذا الشيخ على دفع مليون وخمس مائة ألف ريـال أمنها بالتدين للمركانتي شلومو بن يونس السوسي تحت ضغط مباشر من قائد المحلة أحمد زروق ثم أودعه السجن لدعمه الثورة وعجزه على سداد الدين في فترة لم تتجاوز بعض الأشهر. بعد أحداث الثورة عرفت قصر هلال ركودا اقتصاديا واجتماعيا مثلها مثل جل مدن الإيالة التونسية بسبب تفشي الفساد الإداري الذي انتهى بسقوط تونس تحت النفوذ الفرنسي وإجبار الباي على إمضاء معاهدة الحماية في 1881.
و في بداية القرن العشرين بدأت معالم الحياة تتحرك في القرية بتأسيس مدرسة ومكتب بريد في 1907 وتأسيس بعض النقابات لأصحاب الحرف والتجارة بالخصوص منها في صناعة النسيج التقليدي، وأيضا بحكم حركة السفر داخل الإيالة وإلى الأقطار القريبة منها التي عرفها أهالي القرية بسبب الاسترزاق. مما خلق نوعا من الانفتاح على آراء الإصلاحيين والوعي بمسألة الاستعمار وقضية التحرير وإعادة بناء المجتمع واستصلاحه. وهو ما ساهم في نشوء ثلة من الوطنيين والمناضلين الذين قادوا موجة عدم الرضى والامتعاض من تدني الوعي الديني الصحيح ومن تدني الحالة الاجتماعية والاقتصادية ومن الغياب التام لمؤسسات تعليمية حقيقية في القرية. وخلال الثلاثة العقود الأولى من القرن العشرين كان هذا الشعور المتفشي في القرية ونشوء صحوة وطنية إصلاحية في ثلة من هؤلاء المناضلين بمثابة تهيئة الطريق لحادث مهم ليس في القرية فقط وإنما في كامل الإيالة التونسية.
و في 2 مارس 1934 شهدت قصر هلال أحد أهم أحداث تاريخ تونس الحديث باحتضانها لمؤتمر البعث حيث أسس الزعيم الحبيب بورقيبة الحزب الحر الدستوري الجديد. وهو حزب التحرير في تونس. ومنذ ذلك التاريخ وإلى تاريخ الاستقلال في 20 مارس 1956 لعبت قصر هلال دورا رياديّا في الحركة الوطنية وفي تأسيس ركائز الاستقلال وكانت ملجأ وسندا للزعيم الوطني الحبيب بورقيبة في كافة مراحل نضاله حتى حصول الاستقلال. ومن هذه المحطة وإلى فجر الاستقلال قلما يخلو يوم من أيام قصر هلال من حدث أو عمل وطني ضد المستعمر الفرنسي وقلما سكتت تقارير الإقامة العامة الفرنسية أو صحفها عن ذكر حادث أو عمل موجّه ضدها.

## العهد الروماني
لقد أثمرت الحفريات التي تمّ القيام بها في مدينة قصر هلال على اكتشاف أطلال بيوت ومعابد وكنائس إضافة إلى وجود مدجنة رومانية لتربية الحمام وخاصة التابوت الذي يدل على وجود بشري نشيط بالمنطقة على موقع المدينة اليوم، وهو ما يثبت الدليل القاطع على أن لم تكن خالية من السكان أثناء العهد الروماني الممتد من سنة 146 قبل الميلاد إلى سقوط قرطاج الرومانية سنة 698 ميلادي.

## العصر الوسيط
لقد أثبت الأبحاث والأحداث على عراقة المدينة خلال هذا العصر وبالتحديد منذ سقوط قرطاج البيزنطية على يد حسان بن نعمان سنة 698 ميلادي وتنتهي هذه الفترة ببسط سيطرة الأتراك على تونس والقضاء على الدولة الحفصية إضافة إلى الحضور الأسباني سنة 1574 ميلادي.

## من أعلام قصر هلال
- الحاج خليفة بن علي الكعلي (1803م-1894م) خليفة المكنين إنابة في أكتوبر 1864. سجن في نوفمبر 1865 بتهمة الفساد (الثورة) و عدم الوفاء بدين. أطلق في أوت 1866 وعيّن خليفة على قصر هلال وحدها بعد وساطة أمير الآلاي محمد خزنه دار الوزير عامل الساحل.
- محمد بن عمر بوزويتة (1880م-1944م) مناضل وطني ورائد إصلاحي وسياسي. رئيس مؤتمر البعث في 2 مارس 1934. عانى من ويلات السجن والنفي ومات مفلسا بعد ما أنفق كل ما لديه في خدمة الحزب.
- الحاج علي بن محمد صوة (1865م-1953م) مصلح اجتماعي ورائد المد التضامني والخيري. باني عديد المشاريع الخيرية في قصر هلال وفي عديد المدن من البلاد التونسية.
- أحمد بكير محمود، دكتور ومؤرخ وباحث.
- المنجي الشملي، أستاذ كرسي بالجامعة التونسية.
- منجي الكعلي، وزير سابق في عهد بورقيبة.
- محمد حسين فنطر، مؤرخ، وأستاذ كرسي بالجامعة التونسية.
- محمد الهادي الأحول، من خريجي جامعة هارفارد، رئيس كلية دبي للإدارة الحكومية.
- محمد الهادي الصانع، ممثل مسرحي وتلفزي وسينمائي له إسهامامت هامة في المشهد المسرحي خصوصا وله أيضا عديد الكتابات الصحفية.
- عبد الفتاح بوستة، فنان تشكيلي ونحّات من أهم أعماله مجسم أبي القاسم الشابي ونصب القصبة بتونس العاصمة.
- عبد الحفيظ منصور، باحث رئيس بيت الحكمة سابقا.
- رضا لحول، وزير التجارة
- أنس جابر، المصنفة الثانية عالميا في رياضة التنس، والأعلى تصنيفا في تاريخ الرياضة أفريقيا وعربيا.